# Nuoto ai campionati mondiali di nuoto 2011
Le competizioni di nuoto ai campionati mondiali di nuoto 2011 si sono svolte dal 24 luglio al 31 luglio 2011, presso lo Shanghai Oriental Sports Center di Shanghai.

## Regolamento e avvenimenti
Le competizioni sono organizzate in semifinali e finali, svolte entrambe nella sessione serale (dalle ore 18:00, ora locale). La finale, a cui hanno accesso i migliori 8 atleti, si svolge il giorno dopo la rispettiva semifinale. Per le competizioni di lunghezza inferiore ai 400 m - ovvero 200 m, 100 m e 50 m - viene svolta una fase di qualifica preliminare che determina i 16 atleti che avranno accesso alla semifinale. La fase preliminare si svolge lo stesso giorno della rispettiva semifinale, nel corso della sessione mattutina (dalle ore 9:00, ora locale).
Alle semifinali possono prendere parte al massimo 2 atleti per ciascuna nazione. In questa edizione dei campionati è stato introdotto un sistema di qualifiche, che regola l'accesso alle singole competizioni, simile a quello utilizzato alle Olimpiadi. Ai fini della qualifica vengono presi in considerazione i tempi ottenuti nelle gare ufficiali FINA nel periodo dal 1º marzo 2010 al 30 giugno 2011. Se ad una competizione partecipa un solo atleta di una determinata nazione, per poter accedere deve aver ottenuto un tempo inferiore al tempo B standard riportato nella tabella seguente. Se, invece, ad una competizione partecipano due atleti di una stessa nazione, entrambi devono aver ottenuto un tempo inferiore al tempo A standard. Se una nazione non ha atleti qualificati può partecipare con due atleti di sesso differente, i quali possono partecipare, al massimo, a due competizioni ciascuno. Se, invece, una nazione ha un solo atleta qualificato può far partecipare un altro atleta di sesso differente; anche in questo caso vi è il vincolo di partecipazione a solo 2 competizioni.
| Maschile                    | Maschile                    | Competizione        | Femminile                   | Femminile                   |
| A standard (2 partecipanti) | B standard (1 partecipante) | Competizione        | A standard (2 partecipanti) | B standard (1 partecipante) |
| 22.35                       | 22.90                       | 50 m stile libero   | 25.43                       | 26.06                       |
| 49.23                       | 50.44                       | 100 m stile libero  | 55.24                       | 56.60                       |
| 1:48.72                     | 1:51.40                     | 200 m stile libero  | 1:59.29                     | 2:02.24                     |
| 3:49.96                     | 3:55.63                     | 400 m stile libero  | 4:11.26                     | 4:17.64                     |
| 8:10.26                     | 8:37.52                     | 800 m stile libero  | 8:35.98                     | 8:48.70                     |
| 15:13.16                    | 15:35.67                    | 1500 m stile libero | 16:41.49                    | 17:10.88                    |
|                             |                             |                     |                             |                             |
| 25.34                       | 25.98                       | 50 m dorso          | 29.07                       | 29.80                       |
| 55.14                       | 56.50                       | 100 m dorso         | 1:01.70                     | 1:03.22                     |
| 1:59.72                     | 2:02.67                     | 200 m dorso         | 2:12.73                     | 2:16.01                     |
|                             |                             |                     |                             |                             |
| 27.63                       | 28.32                       | 50 m rana           | 31.52                       | 32.31                       |
| 1:01.57                     | 1:03.08                     | 100 m rana          | 1:09.01                     | 1:10.72                     |
| 2:13.69                     | 2:16.99                     | 200 m rana          | 2:28.21                     | 2:31.87                     |
|                             |                             |                     |                             |                             |
| 23.73                       | 24.32                       | 50 m farfalla       | 26.68                       | 27.35                       |
| 52.86                       | 54.16                       | 100 m farfalla      | 59.35                       | 1:00.82                     |
| 1:57.67                     | 2:00.57                     | 200 m farfalla      | 2:10.84                     | 2:14.07                     |
|                             |                             |                     |                             |                             |
| 2:01.40                     | 2:04.39                     | 200 m misti         | 2:15.27                     | 2:18.57                     |
| 4:18.40                     | 4:24.77                     | 400 m misti         | 4:45.08                     | 4:52.11                     |

### Calendario
| Domenica 24 luglio 2011 | Lunedì 25 luglio 2011 | Martedì 26 luglio 2011 | Mercoledì 27 luglio 2011 |  |  |
| 100 m farfalla F (sf) 400 m stile libero M 200 m misti F (sf) 50 m farfalla M (sf) 400 m stile libero F 100 m rana M (sf) 4x100 m stile libero F 4x100 m stile libero M  | 100 m farfalla F 100 m dorso M (sf) 100 m rana F (sf) 50 m farfalla M 100 m dorso F (sf) 200 m stile libero M (sf) 200 m misti F 100 m rana M                              | 200 m stile libero M 100 m dorso F 50 m rana M (sf) 1500 m stile libero F 100 m dorso M 200 m stile libero F (sf) 200 m farfalla M (sf) 100 m rana F                | 100 m stile libero M (sf) 50 m dorso F (sf) 200 m farfalla M 200 m stile libero F 800 m stile libero M 200 m farfalla F (sf) 200 m misti M (sf) 50 m rana M |  |  |
| | | | |  |  |
| Giovedì 28 luglio 2011 | Venerdì 29 luglio 2011 | Sabato 30 luglio 2011 | Domenica 31 luglio 2011 |  |  |
| 100 m stile libero F (sf) 200 m misti M 200 m rana F (sf) 100 m stile libero M 200 m farfalla F 200 m rana M (sf) 50 m dorso F 200 m dorso M (sf) 4x200 m stile libero F | 100 m stile libero F 200 m dorso M 50 m farfalla F (sf) 50 m stile libero M (sf) 200 m rana F 100 m farfalla M (sf) 200 m dorso F (sf) 200 m rana M 4x200 m stile libero M | 50 m farfalla F 50 m stile libero M 50 m rana F (sf) 200 m dorso F 100 m farfalla M 50 m stile libero F (sf) 50 m dorso M (sf) 800 m stile libero F 4x100 m misti F | 50 m rana F 400 m misti M 50 m stile libero F 50 m dorso M 1500 m stile libero M 400 m misti F 4x100 m misti M                                              |  |  |

## Podi

### Uomini
| Evento                          | Oro | Tempo    | Argento | Tempo         | Bronzo | Tempo    |
| Stile libero                    | |          | |               | |          |
| 50 m (dettagli)                 | César Cielo Filho | 21"52    | Luca Dotto | 21"90         | Alain Bernard | 21"92    |
| 100 m (dettagli)                | James Magnussen | 47"63    | Brent Hayden | 47"95         | William Meynard | 48"00    |
| 200 m (dettagli)                | Ryan Lochte | 1'44"44  | Michael Phelps | 1'44"79       | Paul Biedermann | 1'44"88  |
| 400 m (dettagli)                | Park Tae-hwan | 3'42"04  | Sun Yang | 3'43"24       | Paul Biedermann | 3'44"14  |
| 800 m (dettagli)                | Sun Yang | 7'38"57  | Ryan Cochrane | 7'41"86       | Gergő Kis | 7'44"94  |
| 1500 m (dettagli)               | Sun Yang | 14'34"14 | Ryan Cochrane | 14'44"46      | Gergő Kis | 14'45"66 |
| Dorso                           | |          | |               | |          |
| 50 m (dettagli)                 | Liam Tancock | 24"50    | Camille Lacourt | 24"57         | Gerhardus Zandberg | 24"66    |
| 100 m (dettagli)                | Camille Lacourt Jérémy Stravius | 52"76    | Non assegnato | Non assegnato | Ryōsuke Irie | 52"98    |
| 200 m (dettagli)                | Ryan Lochte | 1'52"96  | Ryōsuke Irie | 1'54"11       | Tyler Clary | 1'54"69  |
| Rana                            | |          | |               | |          |
| 50 m (dettagli)                 | Felipe Silva | 27"01    | Fabio Scozzoli | 27"17         | Cameron van der Burgh | 27"19    |
| 100 m (dettagli)                | Alexander Dale Oen | 58"71    | Fabio Scozzoli | 59"42         | Cameron van der Burgh | 59"49    |
| 200 m (dettagli)                | Dániel Gyurta | 2'08"41  | Kōsuke Kitajima | 2'08"63       | Christian Vom Lehn | 2'09"06  |
| Farfalla                        | |          | |               | |          |
| 50 m (dettagli)                 | César Cielo Filho | 23"10    | Matthew Targett | 23"28         | Geoff Huegill | 23"35    |
| 100 m (dettagli)                | Michael Phelps | 50"71    | Konrad Czerniak | 51"15         | Tyler McGill | 51"26    |
| 200 m (dettagli)                | Michael Phelps | 1'53"34  | Takeshi Matsuda | 1'54"01       | Wu Peng | 1'54"67  |
| Misti                           | |          | |               | |          |
| 200 m (dettagli)                | Ryan Lochte | 1'54"00  | Michael Phelps | 1'54"16       | László Cseh | 1'57"69  |
| 400 m (dettagli)                | Ryan Lochte | 4'07"13  | Tyler Clary | 4'11"17       | Yuya Horihata | 4'11"98  |
| Staffette                       | |          | |               | |          |
| 4x100 m stile libero (dettagli) | Australia James Magnussen (47"49) Matthew Targett (47"87) Matthew Abood (47"92) Eamon Sullivan (47"72) Kyle Richardson* James Roberts*                                   | 3'11"00  | Francia Alain Bernard (48"75) Jérémy Stravius (47"78) William Meynard (47"39) Fabien Gilot (47"22)                                                                  | 3'11"14       | Stati Uniti Michael Phelps (48"08) Garrett Weber-Gale (48"33) Jason Lezak (48.15) Nathan Adrian (47"40) Ryan Lochte* David Walters* Douglas Robison* | 3'11"96  |
| 4x200 m stile libero (dettagli) | Stati Uniti Michael Phelps (1'45"53) Peter Vanderkaay (1'46"07) Ricky Berens (1'46"51) Ryan Lochte (1'44"56) Conor Dwyer* David Walters*                                 | 7'02"67  | Francia Yannick Agnel (1'45"25) Grégory Mallet (1'46"81) Jérémy Stravius (1'45"40) Fabien Gilot (1'47"35) Sébastien Rouault*                                        | 7'04"81       | Cina Shun Wang (1'47"09) Zhang Lin (1'46"14) Yunqi Li (1'47"30) Sun Yang (1'45"14) Yuhui Jiang*                                                      | 7'05"67  |
| 4x100 m misti (dettagli)        | Stati Uniti Nicholas Thoman (53"61) Mark Gangloff (1'00"24) Michael Phelps (50"57) Nathan Adrian (47"64) David Plummer* Eric Shanteau* Tyler McGill* Garrett Weber-Gale* | 3'32"06  | Australia Hayden Stoeckel (54"22) Brenton Rickard (59"32) Geoff Huegill (51"72) James Magnussen (47"00) Ben Treffers* Christian Sprenger* Sam Ashby* James Roberts* | 3'32"26       | Germania Helge Meeuw (53"53) Hendrik Feldwehr (59"72) Benjamin Starke (51"83) Paul Biedermann (47"52) Markus Deibler*                                | 3'32"60  |

### Donne
| Evento                          | Oro | Tempo    | Argento | Tempo         | Bronzo | Tempo    |
| Stile libero                    | |          | |               | |          |
| 50 m (dettagli)                 | Therese Alshammar | 24"14    | Ranomi Kromowidjojo | 24"27         | Marleen Veldhuis | 24"49    |
| 100 m (dettagli)                | Jeanette Ottesen Aljaksandra Herasimenja | 53"45    | Non assegnato | Non assegnato | Ranomi Kromowidjojo | 53"66    |
| 200 m (dettagli)                | Federica Pellegrini | 1'55"58  | Kylie Palmer | 1'56"04       | Camille Muffat | 1'56"10  |
| 400 m (dettagli)                | Federica Pellegrini | 4'01"97  | Rebecca Adlington | 4'04"01       | Camille Muffat | 4'04"06  |
| 800 m (dettagli)                | Rebecca Adlington | 8'17"51  | Lotte Friis | 8'18"20       | Kate Ziegler | 8'23"35  |
| 1500 m (dettagli)               | Lotte Friis | 15'49"59 | Kate Ziegler | 15'55"60      | Li Xuanxu | 15'58"02 |
| Dorso                           | |          | |               | |          |
| 50 m (dettagli)                 | Anastasija Zueva | 27"79    | Aya Terakawa | 27"93         | Missy Franklin | 28"01    |
| 100 m (dettagli)                | Zhao Jing | 59"05    | Anastasija Zueva | 59"06         | Natalie Coughlin | 59"15    |
| 200 m (dettagli)                | Missy Franklin | 2'05"10  | Belinda Hocking | 2'06"06       | Sharon van Rouwendaal                                                                                                   | 2'07"78  |
| Rana                            | |          | |               | |          |
| 50 m (dettagli)                 | Jessica Hardy | 30"19    | Julija Efimova | 30"49         | Rebecca Soni | 30"58    |
| 100 m (dettagli)                | Rebecca Soni | 1'06"05  | Leisel Jones | 1'06"25       | Ji Liping | 1'06"52  |
| 200 m (dettagli)                | Rebecca Soni | 2'21"47  | Julija Efimova | 2'22"22       | Martha McCabe | 2'24"81  |
| Farfalla                        | |          | |               | |          |
| 50 m (dettagli)                 | Inge Dekker | 25"71    | Therese Alshammar | 25"76         | Mélanie Henique | 25"86    |
| 100 m (dettagli)                | Dana Vollmer | 56"87    | Alicia Coutts | 56"94         | Lu Ying | 57"06    |
| 200 m (dettagli)                | Jiao Liuyang | 2'05"55  | Ellen Gandy | 2'05"59       | Liu Zige | 2'05"90  |
| Misti                           | |          | |               | |          |
| 200 m (dettagli)                | Ye Shiwen | 2'08"90  | Alicia Coutts | 2'09"00       | Ariana Kukors | 2'09"12  |
| 400 m (dettagli)                | Elizabeth Beisel | 4'31"78  | Hannah Miley | 4'34"22       | Stephanie Rice | 4'34"23  |
| Staffette                       | |          | |               | |          |
| 4x100 m stile libero (dettagli) | Paesi Bassi Inge Dekker (54"91) Ranomi Kromowidjojo (53"26) Marleen Veldhuis (53"33) Femke Heemskerk (52"46) Maud Van Der Meer*                            | 3'33"96  | Stati Uniti Natalie Coughlin (54"09) Missy Franklin (52"99) Jessica Hardy (54"12) Dana Vollmer (53"27) Amanda Weir* Kara Lynn Joyce* | 3'34"47       | Germania Britta Steffen (54"51) Silke Lippok (54"17) Lisa Vitting (53"85) Daniela Schreiber (53"12)                     | 3'36"05  |
| 4x200 m stile libero (dettagli) | Stati Uniti Missy Franklin (1'55"06) Dagny Knutson (1'57"18) Katie Hoff (1'57"41) Allison Schmitt (1'56"49) Jasmine Tosky*                                 | 7'46"14  | Australia Bronte Barratt (1'56"86) Blair Evans (1'57"69) Angie Bainbridge (1'57"36) Kylie Palmer (1'55"51) Jade Neilsen*             | 7'47"42       | Cina Qian Chen (1'57"37) Jiaying Pang (1'56"97) Jing Liu (1'57"85) Tang Yi (1'55"47) Qianwei Zhu*                       | 7'47"66  |
| 4x100 m misti (dettagli)        | Stati Uniti Natalie Coughlin (59"12) Rebecca Soni (1'04"71) Dana Vollmer (55"74) Missy Franklin (52"79) Elizabeth Pelton* Christine Magnuson* Amanda Weir* | 3'52"36  | Cina Zhao Jing (59"24) Ji Liping (1'06"27) Lu Ying (56"27) Tang Yi (53"33) Chang Gao* Sun Ye* Liuyang Jiao* Zhesi Li*                | 3'55"61       | Australia Belinda Hocking (59"91) Leisel Jones (1'06"18) Alicia Coutts (56"69) Merindah Dingjan (54"35) Stephanie Rice* | 3'57"13  |

## Medagliere
| Posizione | Paese         | Oro | Argento | Bronzo | Totale |
| --------- | ------------- | --- | ------- | ------ | ------ |
| 1         | Stati Uniti   | 16  | 5       | 8      | 29     |
| 2         | Cina          | 5   | 2       | 7      | 14     |
| 3         | Brasile       | 3   | 0       | 0      | 3      |
| 4         | Australia     | 2   | 8       | 3      | 13     |
| 5         | Francia       | 2   | 3       | 5      | 10     |
| 6         | Italia        | 2   | 3       | 0      | 5      |
| 6         | Gran Bretagna | 2   | 3       | 0      | 5      |
| 8         | Paesi Bassi   | 2   | 1       | 3      | 6      |
| 9         | Danimarca     | 2   | 1       | 0      | 3      |
| 10        | Russia        | 1   | 3       | 0      | 4      |
| 11        | Svezia        | 1   | 1       | 0      | 2      |
| 12        | Ungheria      | 1   | 0       | 3      | 4      |
| 13        | Corea del Sud | 1   | 0       | 0      | 1      |
| 13        | Norvegia      | 1   | 0       | 0      | 1      |
| 13        | Bielorussia   | 1   | 0       | 0      | 1      |
| 16        | Giappone      | 0   | 4       | 2      | 6      |
| 17        | Canada        | 0   | 3       | 1      | 4      |
| 18        | Polonia       | 0   | 1       | 0      | 1      |
| 19        | Germania      | 0   | 0       | 5      | 5      |
| 20        | Sudafrica     | 0   | 0       | 3      | 3      |
| Totale    | Totale        | 42  | 38      | 40     | 120    |